# Format Nikon CX

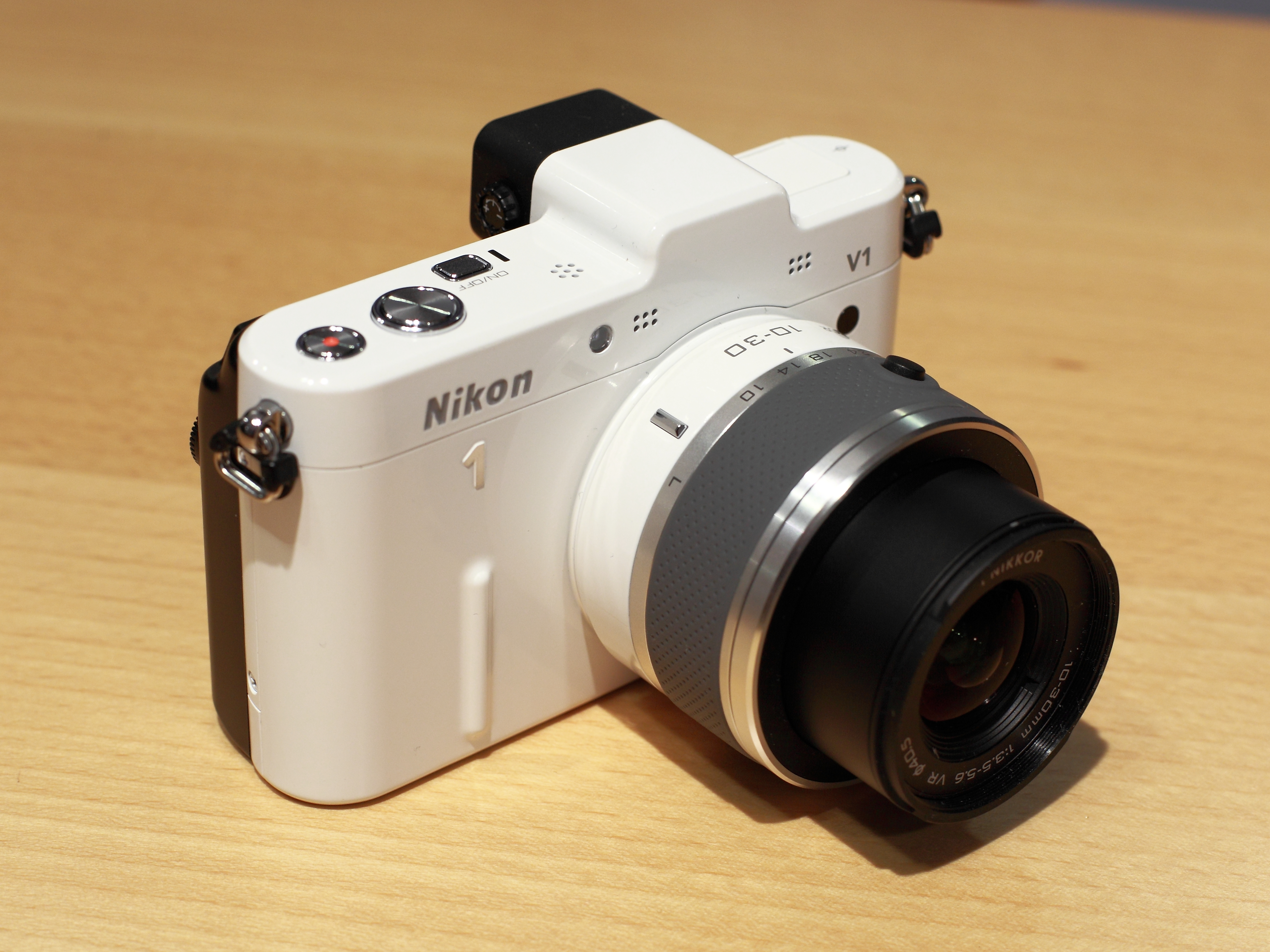
Nikon 1 V1 équipé d'un zoom 10-30 mm.

Le format Nikon CX est un format de capteur pour la photographie numérique dont la taille est d'environ 13,2 × 8,8 mm (format dit « 1" »). En raison de la taille de ce capteur, il est nécessaire appliquer un facteur de 2,7 à la distance focale. Ce format a été créé par le constructeur japonais Nikon pour sa gamme d'appareil photographique hybride one.
C'est le troisième format de Nikon après les formats Nikon DX et Nikon FX.